# Jordanoleiopus unicolor
Jordanoleiopus unicolor är en skalbaggsart som beskrevs av Stefan von Breuning 1956. Jordanoleiopus unicolor ingår i släktet Jordanoleiopus och familjen långhorningar.
Artens utbredningsområde är Gabon. Inga underarter finns listade i Catalogue of Life.